# Hasselholmen (vid Älgö, Raseborg)
Hasselholmen är en ö i Finland. Den ligger i Finska viken och i kommunen Raseborg i landskapet Nyland, i den södra delen av landet. Ön ligger omkring 95 kilometer väster om Helsingfors.
Öns area är 3,5 hektar och dess största längd är 260 meter i nord-sydlig riktning.